# Eclipsa de Soare din 20 aprilie 2023

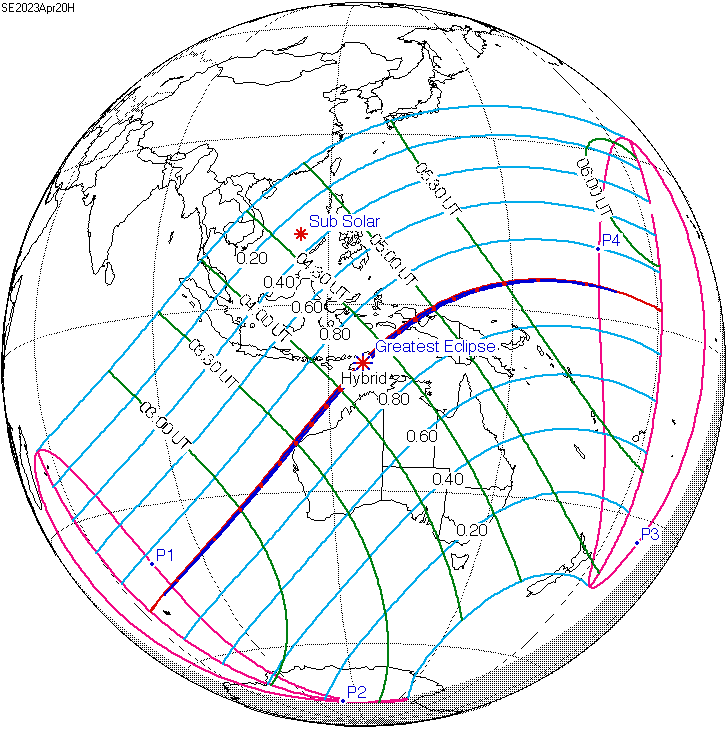
Harta generală a eclipsei de Soare din 20 aprilie 2023.

O Eclipsă de Soare hibridă a avut loc la 20 aprilie 2023. 
Eclipsa a fost totală pe aproape întregul său parcurs, doar o parte minimă de la debutul și de la sfârșitul său au fost benzi inelare. 
Este cea de-a 3-a eclipsă hibridă din secolul al XXI-lea, dar cel de-al 17-lea pasaj al umbrei Lunii pe Pământ din acest secol.

## Vizibilitate

Parcursul eclipsei peste Pământ.

Această eclipsă hibridă a debutat ca eclipsă inelară în Sudul Oceanului Indian, a devenit, după câteva sute de kilometri eclipsă totală; apoi a atins ușor vârful de Nord-Vest al Australiei, apoi a atins insula Timor, unde a avut maximul. 
A continuat spre Nord-Est, atingând Papua Occidentală (din Indonezia), apoi a continuat în zona intertropicală a Oceanului Pacific, unde a redevenit inelară pentru ultimele sute de kilometri din parcursul său. 
Eclipsa de Soare din 20 aprilie 2023 nu a putut fi observată din Europa, prin urmare nu a putut fi observată nici din România, nici din Republica Moldova.

## Schimbarea naturii eclipselor din seria Saros 129
Eclipsa face parte din seria Saros 129 (este a 52-a eclipsă din 80), care în epoca noastră își schimbă tipul: din eclipse inelare, din 6 mai 1464 până la 18 martie 1969, prin eclipsele hibride din 29 martie 1987 până în 20 aprilie 2023, ea va deveni totală începând cu eclipsa omoloagă următoare (din 30 aprilie 2041).

## Eclipse în anul 2023
- Eclipsa de Soare hibridă din 20 aprilie.
- Eclipsa de Lună prin penumbră din 5 mai.
- Eclipsa inelară de Soare din 14 octombrie.
- Eclipsa parțială de Lună din 28 octombrie.